# Хьюз, Дэвид Эдвард
Дэвид Эдвард Хьюз (англ. David Edward Hughes, 16 мая 1831 — 22 января 1900) — английский и американский физик, изобретатель и педагог. Во многих русскоязычных энциклопедиях, от «ЭСБЕ» и «БСЭ1» до «БРЭ» описывается как Юз.
Член Лондонского королевского общества (1880).

## Биография
Дэвид Эдвард Хьюз родился 16 мая 1831 года в городе Лондоне.
В 1848 году он переселился в Соединённые Штаты Америки, где сначала был учителем музыки, потом занялся естественными науками и с 1851 года преподавал физику в колледже Бардстоуна (Кентукки). С 1853 года Хьюз работал над изобретением печатающего телеграфного аппарата. В усовершенствовании аппарата ему помогал Джордж Фелпс. В 1856 году аппарат Хьюза впервые был применён для связи Вустера и Спрингфилда в Массачусетсе. В 1860-х годах аппарат Хьюза получил широкое распространение по всей Европе.
Хьюзу принадлежит также изобретение микрофона (1877 год), индуктивных весов и сонометра. В США официально считается изобретателем радио наравне с Николой Теслой и Томасом Эдисоном.
Дэвид Эдвард Хьюз умер 22 января 1900 года в родном городе.
В 1885 году учёный был награждён Королевской медалью Лондонского королевского общества, позднее в честь изобретателя Лондонское королевское общество учредило медаль Хьюза, присуждаемую с 1902 года.

## Микрофон Хьюза
Изобретённый Хьюзом в 1877 году микрофон состоял из заострённой на концах угольной (графитовой) палочки (A, см. рисунок), которая поддерживалась в вертикальном положении двумя угольными стаканчиками (C), прикреплёнными к тонкой пластинке (K). Стаканчики при помощи проводов (X и Y) соединялись с батареей (B) и слуховой трубкой (на рисунке не показана). Данная конструкция и её дальнейшие модификации вошли в историю под названием палочных микрофонов.

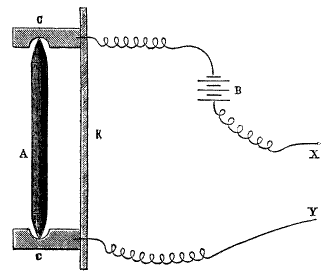
Микрофон Хьюза

Механические колебания, возникающие в угольной палочке под воздействием звука, влияют на электрическое сопротивление в местах контакта палочки со стаканчиками. При пропускании через цепь постоянного тока в электрической цепи возникают изменения напряжения, передающиеся на слуховой аппарат.
В 1879 году в экспериментах со схемой микрофона с телефоном Хьюз обнаружил, что создаваемые на некотором расстоянии искровые разряды от индукционной катушки порождают щелчки в телефоне. Экспериментируя с заземлением передающего и приёмного устройств, а также с подобием антенны в передающем устройстве, он прослушивает щелчки на расстоянии более 400 м. В декабре 1879 года Хьюз демонстрирует свои опыты членам Королевского общества, в том числе сэру Уильяму Круксу и Уильяму Прису — на них опыты произвели сильное впечатление. В феврале 1880 года состоялась ещё одна демонстрация, где присутствовали президент общества Уильям Споттисвуд и почётные секретари Томас Гексли и Джордж Стокс, но его убеждают, что это всего лишь электромагнитная индукция. Хьюз так и не опубликовал своего открытия. Лишь в 1899 году его уговорили написать отчёт об опытах 1879—1880 годов. На самом деле применяемый Хьюзом угольный микрофон проявлял нелинейные свойства, выполняя функцию детектора высокочастотных электромагнитных колебаний:21—22.

## Награды
- Королевская медаль (1885)
- Медаль Альберта (Королевское общество искусств) (1896)